# The West Wing
The West Wing (Os Homens do Presidente em Portugal, Nos Bastidores do Poder no Brasil) é uma premiada série de televisão norte-americana de dramática exibida originalmente pela NBC, de 1999 a 2006, com Martin Sheen interpretando a personagem principal, "Josiah Bartlet", presidente fictício dos Estados Unidos, do Partido Democrata.
No Brasil, a série foi exibida de 1999 a 2006 pelo Warner Channel e entre 2001 a 2007 pelo SBT.

## Descrição
West Wing é uma série que mostra acontecimentos na Casa Branca, especificamente na ala Oeste, o centro nervoso do lugar, onde o presidente (Martin Sheen) e seus assessores diretos trabalham. Entre eles estão: Sam Seaborn (Rob Lowe), subdiretor de comunicação; Leo McGarry (John Spencer), Chefe de Gabinete (Chief of Staff); Toby Zigler (Richard Schiff), diretor de comunicação; Madeline Hampton (Moira Kelly), uma passional consultora política; Josh Lyman (Bradley Whitford), chefe de Madeline e C.J. Creeg (Allison Janney), uma super secretária de imprensa, cujo papel é falar pela Casa Branca e livrar o presidente de embaraços!

## Personagens (elenco)
- Josiah Bartlet (presidente) (Martin Sheen)
- Dr. Abigail Bartlet (primeira-dama) (Stockard Channing)
- Sam Seaborn (Rob Lowe)
- Charlie Young (Dulé Hill)
- C.J. Cregg (Allison Janney)
- Donna Moss (Janel Moloney)
- Toby Ziegler (Richard Schiff)
- Leo McGarry (John Spencer)
- Josh Lyman (Bradley Whitford)
- Bonnie (Devika Parikh)
- Connie Tate (Connie Britton)
- Ginger (Kim Webster)
- Amy (Mary-Louise Parker)

| Ator/Atriz        | Personagem           | Posição 1                                                            | Posição 2 (se houver) |
| ----------------- | -------------------- | -------------------------------------------------------------------- | --- |
| Stockard Channing | Abigail Bartlet      | Primeira-dama                                                        | |
| Dulé Hill         | Charlie Young        | Assistente pessoal do presidente (Temporadas 1-6)                    | Assistente Especial do chefe de Gabinete (Temporadas 6-7)                                                                                     |
| Allison Janney    | C.J. Cregg           | Secretária de Imprensa (Temporadas 1-6)                              | Chefe de Gabinete (Temporadas 6-7) |
| Moira Kelly       | Mandy Hampton        | Consultora de Imprensa da Casa Branca (Temporada 1)                  | |
| Rob Lowe          | Sam Seaborn          | Assistente do diretor de Comunicação da Casa Branca (Temporadas 1-4) | Assistente do chefe de Gabinete do Presidente Santos (Temporada 7)                                                                            |
| Janel Moloney     | Donna Moss           | Assistente-sênior de Josh Lyman (Temporadas 1-6)                     | Porta-voz da campanha Bob Russell/Porta-voz da Campanha Santos (Temporadas 6-7) Chefe de Gabinete da Primeira-Dama Helen Santos (Temporada 7) |
| Richard Schiff    | Toby Ziegler         | Diretor de Comunicação                                               | |
| Martin Sheen      | Josiah "Jed" Bartlet | Presidente dos Estados Unidos                                        | |
| John Spencer      | Leo McGarry          | Chefe de Gabinete (Temporadas 1-6)                                   | Candidato democrata a vice-presidente (Temporada 7)                                                                                           |
| Bradley Whitford  | Josh Lyman           | Diretor de Articulação Política (Temporadas 1-6)                     | Gerente da campanha Santos para Presidente (Temporadas 6-7) Chefe de Gabinete do Presidente Santos (Temporada 7)                              |
| Joshua Malina     | Will Bailey          | Assistente do Diretor de Comunicação (Temporadas 4-5)                | Consultor-sênior do vice-presidente Bob Russell (Temporadas 5-7) Diretor de Comunicação Temporário (Temporada 7)                              |
| Mary McCormack    | Kate Harper          | Conselheira de Segurança Nacional (Temporadas 5-7)                   | |
| Kristin Chenoweth | Annabeth Schott      | Assistente da Secretaria de Imprensa (Temporada 6)                   | Assistente na campanha Santos para Presidente (Temporada 7) Secretária de Imprensa da Primeira-Dama Helen Santos (Temporada 7)                |
| Jimmy Smits       | Matt Santos          | Deputado do Texas (Temporada 6)                                      | Candidato Democrata à presidência (Temporada 6-7) Presidente dos Estados Unidos (Temporada 7)                                                 |
| Alan Alda         | Arnold Vinick        | Senador da Califórnia (Temporada 6)                                  | Candidato Republicano à presidência (Temporadas 6-7) Secretário de Estado dos Estados Unidos no gabinete Presidente Santos (Temporada 7)      |

John Spencer, que interpretava Leo McGarry, faleceu de ataque cardíaco em 16 de dezembro de 2005 — um ano depois de sua personagem no seriado sofrer um ataque cardíaco quase fulminante. Uma mensagem em homenagem ao ator foi feita por Martin Sheen antes do episódio "Running Mates", primeiro episódio que foi ao ar depois da morte de John Spencer. A morte do personagem Leo McGarry ocorreu no episódio "Election Day", que foi ao ar nos Estados Unidos em 2 de abril de 2006.
Diferentes atores foram cogitados para participar da série. Bradley Whitford disse em uma entrevista, no DVD da primeira temporada, que seu personagem original seria Sam Seaborn. O personagem Josh Lyman foi escrito posterioemente por Aaron Sorkin especialmente para o ator. Na mesma entrevista, Janel Moloney disse que, inicialmente, fez o teste para a personagem C.J. Creeg. Outros atores foram considerados para interpretar o presidente Bartled, inclusive Alan Alda e Sidney Poitier. Judd Hirsch para ser o personagem Leo, Eugene Levy para ser Toby, e CCH Pounder para ser C.J.

## Prêmios
Na primeira temporada, The West Wing ganhou nove Emmys, recorde de prêmios de uma série em uma única temporada. A série ganhou o prêmio Emmy de melhor Série Dramática em 2000, 2001, 2002 e 2003, sendo a maior vencedora nessa categoria. Em todas as sete temporadas, a série foi indicada a esse prêmio. Em 2006, The West Wing era a 8ª série com maior número de Emmys ganhos em toda a história do prêmio.
A série também possui o recorde de indicações, por seu elenco regular, a um Emmy Award. Na temporada 2001–2002, nove membros do elenco foram indicados ao Emmy Award. Allison Janney, John Spencer e Stockard Channing ganharam o Emmy (por Melhor Atriz, Ator Coadjuvante e Atriz Coadjuvante respectivamente). Os outros indicados foram Martin Sheen (para Melhor Ator), Richard Schiff, Dule Hill e Bradley Whitford (Melhor Ator Coadjuvante), e Janel Moloney e Mary-Louise Parker (por Melhor Atriz Coadjuvante). 
Vinte Emmys individuais foram ganhos por escritores, atores e outros participantes da série. Allison Janney é a recordista do elenco, com quatro Emmys.
A série ganhou dois Screen Actors Guild (SAG) Awards, em 2000 e 2001, como melhor elenco em série dramática. Martin Sheen é o único membro do elenco que ganhou um Globo de Ouro, e ele e Allison Janney são os únicos que ganharam um SAG Award (Melhor Ator e Melhor Atriz respectivamente).
O quadro a seguir mostra os prêmios ganhos pelo elenco:
| Ator              | Vencedores                                                                       |
| ----------------- | -------------------------------------------------------------------------------- |
| Alan Alda         | Emmy, Melhor Ator (coadjuvante/secundário) em Série Dramática (2006)             |
| Stockard Channing | Emmy, Melhor Atriz (coadjuvante/secundária) em Série Dramática (2002)            |
| Allison Janney    | Emmy, Melhor Atriz (coadjuvante/secundária) em Série Dramática (2000, 2001)      |
| Allison Janney    | Emmy, Melhor Atriz em Série Dramática (2002, 2004)                               |
| Allison Janney    | SAG Award, Melhor Atriz (coadjuvante/secundária) em Série Dramática (2000, 2001) |
| Richard Schiff    | Emmy, Melhor Ator (coadjuvante/secundário) em Série Dramática (2000)             |
| Martin Sheen      | Globo de Ouro, Melhor Ator em Série de TV - Drama (2001)                         |
| Martin Sheen      | SAG Award, Melhor Ator (coadjuvante/secundário) em Série Dramática (2000, 2001)  |
| John Spencer      | Emmy, Melhor Ator (coadjuvante/secundário) em Série Dramática (2002)             |
| Bradley Whitford  | Emmy, Melhor Ator (coadjuvante/secundário) em Série Dramática (2001)             |

## Recepção da crítica
Em sua 1ª temporada, The West Wing teve recepção geralmente favorável por parte da crítica especializada. Com base de 23 avaliações profissionais, alcançou uma pontuação de 79% no Metacritic. Por votos dos usuários do site, atinge uma nota de 8.8, usada para avaliar a recepção do público.